# Halles aux grains de Saint-Calais
La Halle aux grains de Saint-Calais est un édifice protégé des monuments historiques situé à Saint-Calais dans le département français de la Sarthe.

## Description
Le style de l'édifice reprend un courant du XIXe siècle, l'historicisme.
La charpente en coque de bateau inversée datant du XVe siècle provient de l'église abbatiale.

## Histoire
La halle a été construite au milieu du XIXe siècle en pierres de tuffeau et en briques par l'architecte Eugène Landron. Inauguré le 4 septembre 1864, la halle est réaménagée en 1952 afin d'abriter le marché couvert au rez-de-chaussée et une salle de fêtes à l'étage.
Elle fait l’objet d’une inscription au titre des monuments historiques depuis 1987.

## Sources
- Dépliant parcours de découverte du patrimoine de Saint-Calais.